# Anna Maria von Brandenburg
Anna Maria von Brandenburg (* 3. Februar 1567 auf Schloss Zechlin; † 14. November 1618 in Wollin) war eine Prinzessin von Brandenburg und durch Heirat Herzogin von Pommern.

## Leben

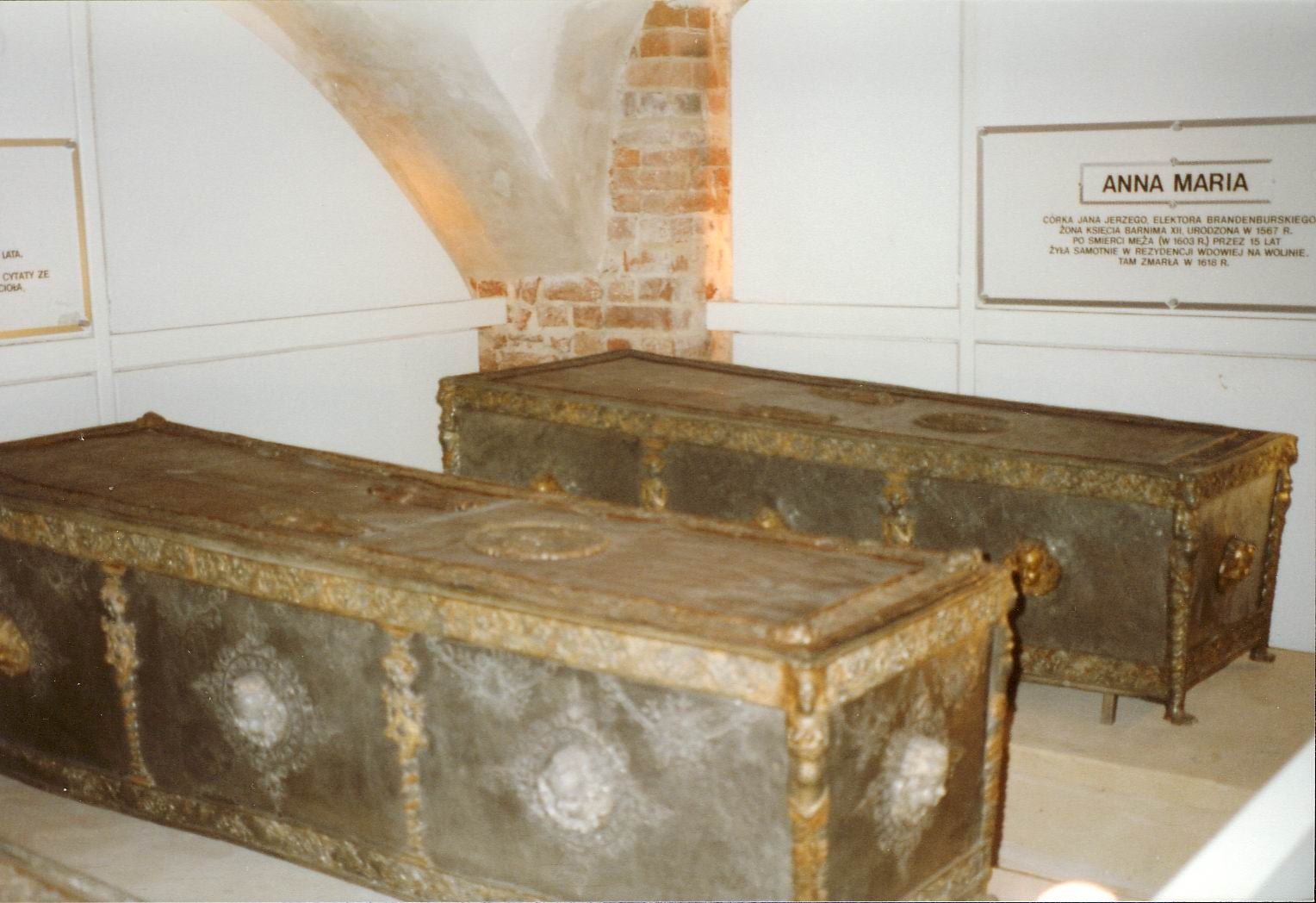
Sarg (hinten) der Herzogin Anna Maria, geb. Brandenburg

Anna Maria war eine Tochter des brandenburgischen Kurfürsten Johann Georg (1525–1598) aus dessen zweiter Ehe mit Sabina (1548–1575), Tochter des Markgrafen Georg von Brandenburg-Ansbach.
Sie heiratete am 8. Januar 1581 in Berlin Herzog Barnim X. von Pommern (1540–1603). Die Verlobung hatte im Jahr davor stattgefunden. Als Wittum erhielt Anna Maria das Amt Bütow an der kaschubischen Grenze überschrieben. Die Ehe des Paares blieb kinderlos. Nach dem Regierungsantritt Barnims überließ er das Amt Bütow allerdings seinem Bruder Kasimir, weshalb Anna Maria als Leibgedinge Schloss, Amt und Stadt Wollin erhielt.
Nach dem Tod ihres Mannes lebte Anna Maria auf dem Schloss zu Wollin. Über die Einkünfte und Ausgaben des Amtes Wollin während ihrer Regierungszeit existieren exakte Aufzeichnungen; diese unterschritten die Einkünfte des Amtes Bütow, weshalb Anna Maria zusätzlich finanziell entschädigt wurde. Sie verglich sich mit Herzog Bogislaw XIII. wegen des Jagdrechts in ihrem Amt. Nach Anna Marias Tod fiel das Wittumsamt an Herzog Franz von Pommern zurück.